# 風外本高
風外 本高（ふうがい ほんこう、俗名：東泰二、安永8年（1779年） - 弘化4年6月22日（1847年8月2日））は、江戸時代後期の曹洞宗の僧侶。

## 略歴
安永8年（1779年）に伊勢国度会穂原村押渕（現在の三重県南伊勢町）に、東孝助の次男として生まれる。幼名は泰二。天明6年（1786年）に地元の圓珠院で安山泰穏につき出家し、ついで松坂にある薬師寺の大愚霊智に学ぶ。19歳のとき但馬国龍満寺の玄樓奥龍に師事して、その法嗣となる。風外本高の名前も、この時市から与えられた。興聖寺（宇治市）にも従って移動。
34歳で出雲国徳林寺開山となり、文政元年（1819年）に摂津国圓通院も開き、次いで54歳のとき三河国香積寺25世となった。後に摂津国烏鵲楼に引退した。
一方で池大雅の書画に私淑し、落款が蛸に似ていたため「たこ風外」と呼ばれた。弘化4年（1847年）6月22日に遷化。

## 著作リスト
- 『鉄笛倒吹評頌弁解』
- 『碧巌録耳林鈔』 - 風外が門下に行った『碧巌録』の講義を弟子が編集したもの。駒澤大学図書館には江戸期の写本も残っているが、広く知られるようになったのは明治14年（1881年）曹洞宗大学林のテキストとして刊行された後である。
- 『烏鵲楼高閑録（うじゃくろうこうかんろく）』（国書刊行会、2004年） - 風外の言行録。高閑は風外の別号。現在は駒澤大学図書館と香積寺の写本が知られているが、原本の所在は不明。
- 『三方鼎足談』 - 神道、儒教、仏教の3つの教えについて、文盲太郎が鈍鐵和尚に問いかける形式で書かれる。巻頭口絵には風外が描いたと思われる、神道、儒教、仏教の代表者が肩を組んで微笑む姿の絵が掲載され、この本の内容を象徴している。

## 絵画作品
| 作品名                   | 技法         | 形状・員数 | 寸法（縦x横cm）   | 所有者            | 年代                 | 落款・印章 | 備考 |
| ------------------------ | ------------ | ---------- | ----------------- | ----------------- | -------------------- | ---------- | --- |
| 玄樓頂相                 |              |            |                   | 長興寺 (田原市)   |                      |            | |
| 五百羅漢図               | 紙本著色     | 4幅        | 161.1x108.3（各） | 永平寺            |                      |            | 元は襖絵で、画面が連続しないことから本来は大部な屏風絵か。明治時代に香積寺より献納され、画風からも描かれたのは香積寺時代の作品と考えられる。 |
| 天台石橋羅漢図           |              |            |                   | 永平寺            |                      |            | |
| 獅子図                   |              |            |                   | 總持寺            | 1833年（天保4年）    |            | |
| 達磨慧可図               | 紙本墨画淡彩 | 1幅        | 136.2x62          | 総持寺            |                      |            | |
| 十六羅漢図               |              |            |                   | 興聖寺 (宇治市)   | 1835年（天保6年）    |            | |
| 虎図                     |              |            |                   | 興聖寺 (宇治市)   | 1841年（天保12年）   |            | |
| 天台石橋出没隠顕五百尊図 |              |            |                   | 永昌寺 (出雲市)   | 1839年（天保10年）   |            | |
| 出山釈迦図               |              |            |                   | 洞光寺 (松江市)   | 1839年（天保10年）   |            | |
| 出山釈迦図               |              |            |                   | 大運寺 (名古屋市) | 1837年（天保8年）    |            | |
| 釈迦三尊十六羅漢図       |              | 3幅対      |                   | 豊川稲荷          | 1837年（天保8年5月） |            | |
| 群仙図                   |              | 4幅        |                   | 永住寺（新城市）  | 1836年（天保7年）    |            | |
| 武陵桃源図               |              |            |                   | 豊田市美術館      | 1838年（天保9年）    |            | |

## 弟子
諸嶽奕堂（總持寺独住1世）、原坦山（曹洞宗大学林総監）、久我環渓（永平寺61世）、横山雲南（黄仲祥、南画家）